# Chuyến bay 642 của China Airlines

Sơ đồ chỗ ngồi

Chuyến bay 642 của China Airlines (CI642/CAL642) là chuyến bay đã đâm xuống đường băng sân bay quốc tế Hồng Kông vào ngày 22 tháng 8 năm 1999. Chuyến bay xuất phát từ Bangkok (Sân bay quốc tế Bangkok, nay là Sân bay quốc tế Don Mueang) đến Đài Bắc, quá cảnh tại Hồng Kông.
Chiếc máy bay khai khác đường bay này là McDonnell Douglas MD-11, điều hành bởi Mandarin Airlines, công ty con của China Airlines. Khi cố gắng hạ cánh trong cơn bão, chiếc máy bay tiếp đất rất mạnh, bị lật ngược và bắt lửa. Trong số 315 hành khách trên máy bay, ba người thiệt mạng và 312 người sống sót.
Chuyến bay này vẫn tiếp tục được khai thác bằng máy bay Boeing 747-400 và Airbus A330-300 cho đến ngày nay, tuy không còn xuất phát từ Bangkok, và chỉ còn là chuyến bay nối Hồng Kông với Đài Bắc. Đường bay Bangkok – Hồng Kông đã ngừng khai thác từ ngày 31 tháng 10 năm 2010.
Chuyến bay 642 là một trong hai vụ tai nạn khiến chiếc máy bay MD-11 với cấu hình chở khách bị hư hại ngoài khả năng sửa chữa, vụ còn lại là Chuyến bay 111 của Swissair. Tất cả những vụ tai nạn mất thân khác của loại máy bay này đều liên quan đến phiên bản chở hàng của nó.

## Diễn biến
Khoảng 6:43 chiều giờ địa phương (10:43 UTC) ngày 22 tháng 8 năm 1999, chiếc máy bay McDonnell Douglas MD-11 mang số hiệu B-150 đang chuẩn bị hạ cánh xuống đường băng 25L của sân bay quốc tế Hồng Kông. Trong lúc đó, bão Sam đang ở cách sân bay 50 km về hướng đông bắc. Khi ở độ cao 700 feet (200 m), tổ bay nhận được thông báo sức gió ở mức 320 độ/28 knot, gió giật 36 knot. Điều này khiến máy bay đi vào vùng gió ngược có sức gió 21,4 knot giật 27,5 knot, trong khi sức gió giới hạn của máy bay là ở 35 knot. Khi máy bay chuẩn bị tiếp đất, chiếc máy bay nghiêng sang phải, tiếp đất rất mạnh trên càng hạ cánh phải và động cơ số ba va chạm với mặt đất. Cánh bên phải gãy rời khỏi thân máy bay. Chiếc máy bay tiếp tục lăn vòng và trượt khỏi đường băng, bốc cháy. Khi nó dừng lại, trần máy bay chạm đất, nằm cách giới hạn đường băng 1.100 m. Cánh phải máy bay nằm trên một đường lăn cách mũi máy bay 90 m. Lửa làm phần sau máy bay hư hại nặng nhưng cũng nhanh chóng bị dập tắt nhờ cơn mưa lớn và phản ứng nhanh chóng của đội cứu hộ sân bay.
Trong số 315 người có mặt trên máy bay, 3 hành khách thiệt mạng. Toàn bộ 15 nhân viên phi hành đoàn sống sót.

## Điều tra
Báo cáo điều tra cuối cùng của vụ tai nạn chủ yếu cho rằng vụ tai nạn là do lỗi phi công; đặc biệt là sự bất lực trong việc hãm tốc độ hạ cánh vào khoảng 50 ft (15 m) trên radar độ cao. Tốc độ hạ cánh vào lúc tiếp xúc là vào khoảng 18–20 ft/s (4,5–6 m/s).
Toàn bộ dữ liệu tạm thời lưu trong bộ lưu truy xuất nhanh (QAR) trong khoảng 150 m cuối không thể được khôi phục do sự cố mất nguồn điện lúc hạ cánh. Điều kiện gió phức tạp, không có gió cản và việc giảm lực đẩy động cơ quá sớm khiến chiếc máy bay mất 20 kt (10 m/s) tốc độ ngay trước khi hạ cánh.
Vì các dự báo về điều kiện thời tiết khắc nghiệt tại Hồng Kông, phi hành đoàn đã lên kế hoạch chuyển hướng chuyến bay sang Đài Bắc nếu như tình hình ở Hồng Kông không thuận lợi để hạ cánh. Vì vậy chiếc máy bay cũng được nạp thêm xăng cho tình huống này, khiến chiếc máy bay có trọng lượng hạ cánh lên đến 429.557 lb (194.943 kg), chỉ thấp hơn trọng lượng hạ cánh tối đa là 443 lb (200 kg). Dựa vào những thông tin thời tiết và điều kiện gió được cung cấp cho phi hành đoàn trong chuyến bay, họ nghĩ rằng họ có thể hạ cánh ở đó và không chuyển hướng sang Đài Bắc. Tuy nhiên trước đó, bốn chuyến bay đã nhỡ hạ cánh tại Hồng Kông và năm chuyến bay đã chuyển hướng.
Chiếc máy bay theo chỉ dẫn của hệ thống hướng dẫn hạ cánh ILS cho đến khi ở độ cao 700 ft (200 m), các phi công nhìn thấy đường băng. Ho tắt chế độ tự lái nhưng vẫn để cần lực đẩy tự động bật. Khi chiếc máy bay nâng mũi lên để hạ cánh, tốc độ hạ cánh không bị hãm lại, chiếc máy bay tiếp đất với cánh phải thấp hơn cánh trái. Càng hạ cánh phải chạm đất trước, động cơ phải va chạm với đường băng và cánh phải bị tách rời khỏi thân máy bay. Vì cánh trái máy bay vẫn còn, lực nâng từ cánh trái khiến chiếc máy bay lăn vòng về bên phải, và chiếc máy bay dừng lại bên dải cỏ cạnh đường băng, lộn ngược. Nhiên liệu máy bay tràn ra, bắt lửa.
Vài khuyến nghị được đưa ra cho hãng China Airlines, liên quan đến việc huấn luyện phi công.

## Truyền thông
Cú hạ cánh và tai nạn của chuyến bay được ghi hình lại bởi một người dân sống gần đó. Đoạn phim cùng với 'bình luận' từ những người chứng kiến đã được tải lên các trang web như YouTube và Airdisaster.com.
Một bức ảnh về một chiếc MD-11 khác của Mandarin Airlines đang chạy lăn qua xác chiếc máy bay trong Chuyến bay 642 cũng được lưu hành; sau đó Snopes xác nhận tính xác thực của nó.
Tai nạn này được phát sóng trong tập 2 của chương trình Elite Brigade II trên kênh RTHK năm 2012.